# 格德勒

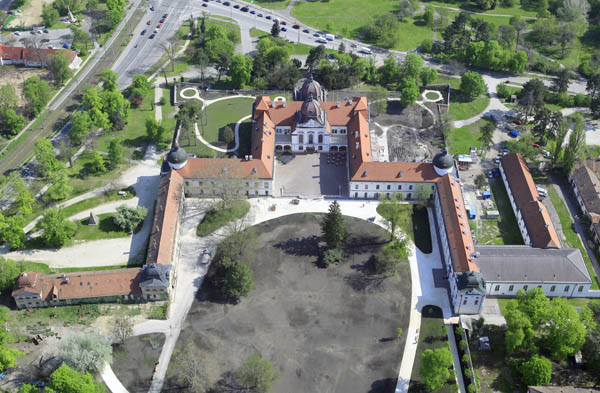
格德勒宫

格德勒是匈牙利佩斯州的一个镇，距离首都布达佩斯约30公里，面积61.98平方公里，人口32,495人（2004年）。

## 名勝
- 格德勒宫：也称为“茜茜城堡”，建于18世纪，曾经是匈牙利贵族的庄园。奥匈帝国建立后，匈牙利将庄园城堡重新装修，献给哈布斯堡国王弗朗茨·約瑟夫一世和伊丽莎白皇后（茜茜公主）。此后一直作为奥地利皇帝访问匈牙利的行宫。伊丽莎白皇后访问匈牙利时多在此居住。

## 友好城市
- 德国艾夏赫
- 奥地利巴特伊施爾
- 西班牙巴尔德莫罗